# Dojírna

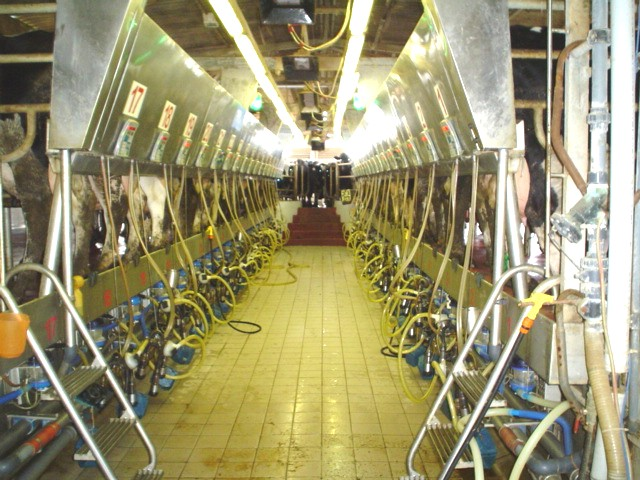
Dojírna v Izraeli

 Dojírna  je zemědělské zařízení, ve kterém dochází k dojení většího množství hospodářských zvířat stejného druhu. V Evropě se nejčastěji setkáváme s dojírnami krav, ovcí a koz. Dojírny mohou být buď automatické, v takovém případě není potřeba přítomnost člověka, protože samotný úkon je prováděn dojícím automatem. Daleko častěji se ale v dnešní době setkáváme s dojírnami, kde je potřeba lidské práce, v tom smyslu, že pověřený pracovník očišťuje struky zvířat a nasazuje na ně strukové násadce. Krávy se při dojení většinou krmí.

## Typy dojíren

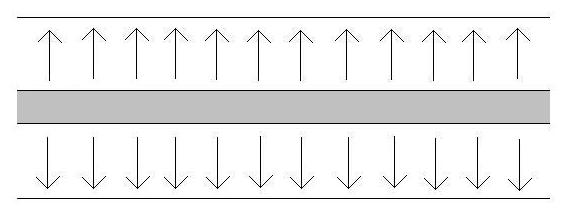
Paralelní dojírna (side-by-side). Šedý pruh představuje technologickou chodbu, do které jsou krávy natočený svými zadky.

- rybinová – stojící zvířata vytváří obrazec smrčku, přičemž jejich zadky jsou směrem do obslužné uličky.
- trigonová (trojúhelníková) – obslužný prostor tvoří trojúhelník.
- paralelní (side-by-side)
- tandemová
- polygonová – obslužný prostor tvoří mnohoúhelník.
- rotační (carrusel) – zvířata se otáčí na dojícím zařízení s hlavami do centra a zadky na obvodu.
- kruhová tandemová
- kruhová rybinová